# Alfonso Balcázar
Alfonso Balcázar (n. Barcelona; 1926 - f. Sitges; 1993) fue un director de cine, productor de cine, guionista y distribuidor español. Dirigió treinta películas entre 1960 y 1983.

## Biografía
Nació en Barcelona el 2 de marzo de 1926. Alfonso y su hermano Francisco  fundaron en 1951 Balcázar Producciones Cinematográficas, productora con estudios propios en Esplugas de Llobregat, donde se rodaron numerosos westerns europeos. El menor de los hermanos de Alfonso, Jaime Jesús, debutó como director en 1964. Los Estudios Balcázar produjeron películas de géneros diversos -comedia, spaghetti western, espionaje, terror, erótico- desde los años 50 hasta su desaparición en los 80. 
El 2 de abril de 1949, se casó en Covadonga con la asturiana Celestina Bertrand Bertrand, con la que tuvo siete hijos.
Guionista y productor desde principios de los años 50, dirigió en 1960 la película biográfica ¿Dónde vas, triste de ti?, secuela de la exitosa ¿Dónde vas, Alfonso XII? (1958) de Luis César Amadori, protagonizada por Vicente Parra como el rey Alfonso XII y Marga López como María Cristina de Habsburgo. En 1962 dirigió a la estrella Sara Montiel en La bella Lola, adaptación de La dama de las camelias, novela de Alejandro Dumas (hijo). Los estudios Balcázar explotaron el filón del spaghetti western en los 60. Alfonso Balcázar dirigió en 1972 el thriller La casa de las muertas vivientes, protagonizado por Nuria Torray y Teresa Gimpera. En 1973, los estudios Balcázar produjeron el giallo Pasos de danza sobre el filo de una navaja.
Alfonso Balcázar dirigió varias películas eróticas utilizando el seudónimo Al Bagran antes de abandonar el cine en 1983. Falleció en Sitges el 28 de diciembre de 1993.

## Filmografía

### Director
- ¿Dónde vas, triste de ti? (1960), con Vicente Parra y Marga López.
- La encrucijada (1960), con Analía Gadé y Jean-Claude Pascal.[9]
- Sueños de mujer (1961)
- Solteros de verano (1962)
- Los castigadores (1962)
- Al otro lado de la ciudad (1962), con Alida Valli
- La bella Lola (1962), con Sara Montiel
- Cena de matrimonios (1962), con Arturo de Cordova
- Piso de soltero (1964)
- Five Thousand Dollars on One Ace (1965)
- ¡Viva Carrancho! aka The Man from Canyon City (1965), con Fernando Sancho
- Doc, manos de plata aka Doc, Hands of Steel (1965)
- Dinamita Jim" (1966), con Luis Dávila y Rosalba Neri
- Clint el solitario aka Clint the Stranger (1967)
- Electra One (1967)
- Sonora aka Sartana Does Not Forgive (1968), con George Martin, Gilbert Roland, Jack Elam y Rosalba Neri.
- La casa de las muertas vivientes aka Una tomba aperta... una bara vuota (1972), con José Antonio Amor, Daniela Giordano, Nuria Torray y Teresa Gimpera.[10]
- Judas... ¡Toma tus monedas! (1972)
- El retorno de Clint el solitario aka Il ritorno di Clint il solitario (1972), con George Martin, Klaus Kinski y Marina Malfatti; música de Ennio Morricone.
- Now They Call Him Sacramento (1972)
- The Playboy and His Sprees (1973)
- Los inmorales (1974)
- Las primeras experiencias (1975)
- Deseo (1976), con Emma Cohen, Jaime Gamboa, Ángel Aranda, Mónica Randall y Verónica Miriel.[11]
- Pubertad, adolescencia, la edad difícil (1977), con Jaime Gamboa y Mercedes Molina.[12]
- Sexual Desires (1983)
- Colegialas lesbianas y el placer de pervertir (1983)
- La ingenua, la lesbiana y el travesti (1983)
- El marqués, la menor y el travesti (1983)
- Julieta (1983)

### Productor
- Catalina de Inglaterra (1951)
- Once pares de botas (1954), de Francisco Rovira-Beleta, con José Suárez
- Nunca es demasiado tarde (1956), con Gerard Tichy y Margarita Andrey
- La herida luminosa (1956), con Arturo de Cordova y Amparo Rivelles
- Yo maté (1957)
- Il Conte Max (1957), con Alberto Sordi y Vittorio De Sica
- ¿Dónde vas, triste de ti? (1960), con Vicente Parra
- Blood at Sundown (1965)
- Cuatro dólares de venganza (1966)
- Operazione Goldman (1966)
- Mexican Slayride (1967)
- Target Frankie (1967)
- Destino: Estambul 68 (1967)
- Judas... ¡Toma tus monedas! (1972)
- Il ritorno di Clint il solitario (1972), con George Martin y Klaus Kinski

### Guionista
- Amore a prima vista (1958)
- La encrucijada (1960)
- Sueños de mujer (1961)
- Pistoleros de Arizona aka Ranch of the Ruthless (1965)[13]
- La dama de Beirut (1965), de Ladislao Vajda, con Sara Montiel
- 100,000 dollari per Ringo (1965), de Alberto De Martino, con Richard Harrison[14]
- Doc, manos de plata aka Doc, Hands of Steel (1965)
- El retorno de Ringo (1965), con Giuliano Gemma
- Operation Counterspy (1965)
- 7 pistolas para Timothy (1966), con Sean Flynn
- Operazione Goldman (1966)
- Kiss Kiss Bang Bang (1966), de Duccio Tessari, con Giuliano Gemma
- Dinamita Jim (1966)
- Sicario 77, vivo o morto (1966)
- Yankee (1966), de Tinto Brass, con Philippe Leroy y Adolfo Celi[15]
- I 5 della vendetta aka Five for Revenge (1966)
- Clint el solitario aka Clint the Stranger (1967)
- Con la muerte en la espalda aka "Electra One" (1967)
- La legge della violenza aka "Law of Violence" (1969)
- El señorito y las seductoras (1969)
- La casa de las muertas vivientes (1972)
- Il ritorno di Clint il solitario (1972)
- Pasos de danza sobre el filo de una navaja aka Passi di danza su una lama di rasoio (1973), con Susan Scott
- Los inmorales (1974)
- El colegio de la muerte (1975)
- El despertar de los sentidos (1977)
- Sexual Desires (1983)
- El marqués, la menor y el travesti (1983)
- Julieta (1983)